# Intercontinental Cup basketbal 1967
De Intercontinental Cup (basketbal) in 1967 vond plaats in Varese, Napels & Napels. Van FIBA Europe speelde Simmenthal Milano en Ignis Varese mee. Van de Liga Sudamericana speelde SC Corinthians mee en van de NABL speelde Akron Goodyear Wingfoots mee.

## Wedstrijden
Eerste dag 4 januari 1967 kwalificatiewedstrijd
| Simmenthal Milano | 82 - 77 | Slavia VŠ Praag |

Tweede dag 6 januari 1967 halve finales
| Ignis Varese             | 79 – 70 | Simmenthal Milano |
| Akron Goodyear Wingfoots | 57 – 52 | SC Corinthians    |

Derde dag 7 januari 1967 3e - 4e plaats
| Simmenthal Milano | 90 – 89 | SC Corinthians |

Derde dag 7 januari 1967 finale
| Akron Goodyear Wingfoots | 78 – 72 | Ignis Varese |

| Rank | Team                     | Record |
| ---- | ------------------------ | ------ |
| 1    | Akron Goodyear Wingfoots | 2-0    |
| 2    | Ignis Varese             | 1-1    |
| 3    | Simmenthal Milano        | 1-1    |
| 4    | SC Corinthians           | 0-2    |
| 5    | Slavia VŠ Praag          | 0-1    |